# Microcebus bongolavensis
Lêmure-rato-de-bongolava (Microcebus bongolavensis) é uma espécie de lêmure pertencente à família Cheirogaleidae recentemente descoberto em Madagascar.